# Saison 2023 de l'équipe cycliste Groupama-FDJ
La saison 2023 de l'équipe cycliste Groupama-FDJ est la vingt-septième de cette équipe.

## Coureurs et encadrement technique

### Effectif
| Coureur             | Date de Nais.     | Nationalité      | Équipe en 2022      | Vict. | Cont.             | Maillot dist. |
| ------------------- | ----------------- | ---------------- | ------------------- | ----- | ----------------- | ------------- |
| Bruno Armirail      | 11 avril 1994     | France           | Groupama-FDJ        | 1     | 01/2018 - 12/2023 |               |
| Lewis Askey         | 4 mai 2001        | Royaume-Uni      | Groupama-FDJ        | 0     | 01/2022 - 12/2025 |               |
| Clément Davy        | 10 octobre 1998   | France           | Groupama-FDJ        | 0     | 01/2021 - 12/2025 |               |
| Arnaud Démare       | 26 août 1991      | France           | Groupama-FDJ        | 2     | 01/2012 - 07/2023 |               |
| David Gaudu         | 10 octobre 1996   | France           | Groupama-FDJ        | 0     | 01/2017 - 12/2025 |               |
| Kevin Geniets       | 9 janvier 1997    | Luxembourg       | Groupama-FDJ        | 0     | 03/2019 - 12/2024 |               |
| Lorenzo Germani     | 3 mars 2002       | Italie           | Groupama-FDJ Conti. | 0     | 01/2023 - 12/2024 |               |
| Romain Grégoire     | 21 janvier 2003   | France           | Groupama-FDJ Conti. | 5     | 01/2023 - 12/2024 |               |
| Ignatas Konovalovas | 8 décembre 1985   | Lituanie         | Groupama-FDJ        | 0     | 01/2016 - 12/2024 |               |
| Stefan Küng         | 16 novembre 1993  | Suisse           | Groupama-FDJ        | 2     | 01/2019 - 12/2025 |               |
| Matthieu Ladagnous  | 12 décembre 1984  | France           | Groupama-FDJ        | 0     | 01/2006 - 12/2023 |               |
| Olivier Le Gac      | 27 août 1993      | France           | Groupama-FDJ        | 0     | 08/2014 - 12/2024 |               |
| Fabian Lienhard     | 3 septembre 1993  | Suisse           | Groupama-FDJ        | 0     | 01/2020 - 12/2024 |               |
| Valentin Madouas    | 12 juillet 1996   | France           | Groupama-FDJ        | 2     | 01/2018 - 12/2026 | - Route       |
| Lenny Martinez      | 11 juillet 2003   | France           | Groupama-FDJ Conti. | 1     | 01/2023 - 12/2024 |               |
| Rudy Molard         | 17 septembre 1989 | France           | Groupama-FDJ        | 0     | 01/2017 - 12/2024 |               |
| Quentin Pacher      | 6 janvier 1992    | France           | Groupama-FDJ        | 0     | 01/2022 - 12/2025 |               |
| Enzo Paleni         | 30 mai 2002       | France           | Groupama-FDJ Conti. | 0     | 01/2023 - 12/2024 |               |
| Paul Penhoët        | 28 décembre 2001  | France           | Groupama-FDJ        | 2     | 08/2022 - 12/2024 |               |
| Thibaut Pinot       | 29 mai 1990       | France           | Groupama-FDJ        | 0     | 01/2010 - 12/2023 |               |
| Laurence Pithie     | 17 juillet 2002   | Nouvelle-Zélande | Groupama-FDJ Conti. | 1     | 01/2023 - 12/2024 |               |
| Miles Scotson       | 18 janvier 1994   | Australie        | Groupama-FDJ        | 0     | 01/2019 - 12/2023 |               |
| Jake Stewart        | 2 octobre 1999    | Royaume-Uni      | Groupama-FDJ        | 1     | 10/2020 - 12/2023 |               |
| Michael Storer      | 28 février 1997   | Australie        | Groupama-FDJ        | 2     | 01/2022 - 12/2023 |               |
| Reuben Thompson     | 15 janvier 2001   | Nouvelle-Zélande | Groupama-FDJ Conti. | 0     | 01/2023 - 12/2024 |               |
| Lars van den Berg   | 7 juillet 1998    | Pays-Bas         | Groupama-FDJ        | 0     | 01/2021 - 12/2024 |               |
| Samuel Watson       | 24 septembre 2001 | Royaume-Uni      | Groupama-FDJ Conti. | 0     | 01/2023 - 12/2024 |               |
| Bram Welten         | 29 mars 1997      | Pays-Bas         | Groupama-FDJ        | 0     | 01/2022 - 12/2023 |               |

## Champions nationaux, continentaux et mondiaux
| Date              | Course                                                              | Maillot | Coureurs         | Pays     | Lieu    |
| ----------------- | ------------------------------------------------------------------- | ------- | ---------------- | -------- | ------- |
| 25 juin 2023      | Championnat de France de cyclisme sur route                         |         | Valentin Madouas | France   | Cassel  |
| 8 août 2023       | Championnat du monde - Contre-la-montre par équipes en relais mixte |         | Stefan Küng      | Écosse   | Glasgow |
| 21 septembre 2023 | Championnat d'Europe - Contre-la-montre par équipes en relais mixte |         | Bruno Armirail   | Pays-Bas | Emmen   |

## Classement UCI par équipes
Le classement UCI par équipes se calcule en comptabilisant les points des 20 meilleurs coureurs de l'équipe. Ce classement est calculé avec les points acquis lors de l'année civile. Au terme d'une période de trois ans (2023-2025), les dix-huit meilleures équipes recevront une licence World Tour pour la prochaine période (2026-2028).
| Classement UCI (par équipes) au 17 octobre 2023. | Classement UCI (par équipes) au 17 octobre 2023. | Classement UCI (par équipes) au 17 octobre 2023. | Classement UCI (par équipes) au 17 octobre 2023. | Classement UCI (par équipes) au 17 octobre 2023. |
| #                                                | Pays                                             | Pts. 2023                                        | Diff.                                            |                                                  |
| ------------------------------------------------ | ------------------------------------------------ | ------------------------------------------------ | ------------------------------------------------ | ------------------------------------------------ |
| 1                                                | UAE Team Emirates                                | 30963,18                                         | -                                                |                                                  |
| 2                                                | Jumbo-Visma                                      | 29654,45                                         | 1303,73                                          |                                                  |
| 3                                                | Soudal Quick-Step                                | 18702,85                                         | 10951,60                                         |                                                  |
| 4                                                | Ineos Grenadiers                                 | 17760,93                                         | 941,92                                           |                                                  |
| 5                                                | Lidl-Trek                                        | 16054,45                                         | 1706,48                                          |                                                  |
| 6                                                | Bahrain Victorious                               | 15787,81                                         | 266,64                                           |                                                  |
| 7                                                | Groupama-FDJ                                     | 14834,51                                         | 953,30                                           |                                                  |
| 8                                                | Alpecin-Deceuninck                               | 14519,25                                         | 315,26                                           |                                                  |
| 9                                                | Lotto Dstny                                      | 14112,83                                         | 406,42                                           |                                                  |
| 10                                               | Bora-Hansgrohe                                   | 13325,13                                         | 787,45                                           |                                                  |
| 11                                               | EF Education-EasyPost                            | 11818,69                                         | 1506,44                                          |                                                  |
| 12                                               | Movistar                                         | 10989,53                                         | 829,16                                           |                                                  |
| 13                                               | Team Jayco AlUla                                 | 10737,65                                         | 251,88                                           |                                                  |
| 14                                               | Intermarché-Circus-Wanty                         | 10492,28                                         | 245,37                                           |                                                  |
| 15                                               | Cofidis                                          | 10437,41                                         | 54,87                                            |                                                  |
| 16                                               | Israel-Premier Tech                              | 10022,00                                         | 415,41                                           |                                                  |
| 17                                               | DSM-Firmenich                                    | 9102,20                                          | 919,80                                           |                                                  |
| 18                                               | AG2R Citroën                                     | 9096,00                                          | 6,20                                             |                                                  |
| 19                                               | Team Arkéa-Samsic                                | 7229,00                                          | 1867,00                                          |                                                  |
| 20                                               | Astana Qazaqstan                                 | 7044,44                                          | 184,56                                           |                                                  |
| 21                                               | Uno-X Pro                                        | 6569,00                                          | 478,44                                           |                                                  |
| 22                                               | TotalEnergies                                    | 5765,00                                          | 804,00                                           |                                                  |

| Liste des vingt coureurs marquant des points pour le classement UCI par équipes 2023. | Liste des vingt coureurs marquant des points pour le classement UCI par équipes 2023. | Liste des vingt coureurs marquant des points pour le classement UCI par équipes 2023. |
| #                                                                                     | Coureur                                                                               | Points                                                                                |
| ------------------------------------------------------------------------------------- | ------------------------------------------------------------------------------------- | ------------------------------------------------------------------------------------- |
| 1                                                                                     | Thibaut Pinot                                                                         | 2207,00                                                                               |
| 2                                                                                     | Stefan Küng                                                                           | 2065,57                                                                               |
| 3                                                                                     | Valentin Madouas                                                                      | 2024,00                                                                               |
| 4                                                                                     | David Gaudu                                                                           | 1597,57                                                                               |
| 5                                                                                     | Romain Grégoire                                                                       | 1125,50                                                                               |
| 6                                                                                     | Lenny Martinez                                                                        | 875,50                                                                                |
| 7                                                                                     | Paul Penhoët                                                                          | 847,00                                                                                |
| 8                                                                                     | Laurence Pithie                                                                       | 587,00                                                                                |
| 9                                                                                     | Michael Storer                                                                        | 538,50                                                                                |
| 10                                                                                    | Lewis Askey                                                                           | 518,50                                                                                |
| 11                                                                                    | Bruno Armirail                                                                        | 470,66                                                                                |
| 12                                                                                    | Arnaud Démare                                                                         | 448,57                                                                                |
| 13                                                                                    | Rudy Molard                                                                           | 408,07                                                                                |
| 14                                                                                    | Samuel Watson                                                                         | 248,50                                                                                |
| 15                                                                                    | Kevin Geniets                                                                         | 238,57                                                                                |
| 16                                                                                    | Quentin Pacher                                                                        | 169,00                                                                                |
| 17                                                                                    | Jake Stewart                                                                          | 150,00                                                                                |
| 18                                                                                    | Olivier Le Gac                                                                        | 150,00                                                                                |
| 19                                                                                    | Reuben Thompson                                                                       | 102,00                                                                                |
| 20                                                                                    | Enzo Paleni                                                                           | 63,00                                                                                 |
| TOTAL                                                                                 | TOTAL                                                                                 | 14834,51                                                                              |

## Classement UCI individuel en fin de saison
| 21  | Thibaut Pinot    | 2207,00 |
| 23  | Stefan Küng      | 2065,57 |
| 27  | Valentin Madouas | 2024,00 |
| 40  | David Gaudu      | 1597,57 |
| 72  | Romain Grégoire  | 1125,50 |
| 99  | Lenny Martinez   | 875,50  |
| 106 | Paul Penhoët     | 847,00  |
| 162 | Laurence Pithie  | 587,00  |
| 174 | Michael Storer   | 538,50  |
| 178 | Lewis Askey      | 518,50  |

| 195  | Bruno Armirail  | 470,66 |
| 225  | Rudy Molard     | 408,07 |
| 351  | Samuel Watson   | 248,50 |
| 365  | Kevin Geniets   | 238,57 |
| 492  | Quentin Pacher  | 169,00 |
| 526  | Olivier Le Gac  | 150,00 |
| 526  | Jake Stewart    | 150,00 |
| 693  | Reuben Thompson | 102,00 |
| 965  | Enzo Paleni     | 63,00  |
| 1089 | Bram Welten     | 51,00  |

| 1307 | Fabian Lienhard     | 39,00 |
| 1313 | Ignatas Konovalovas | 38,57 |
| 1335 | Lorenzo Germani     | 37,50 |
| 1722 | Clément Davy        | 21,50 |
| 2357 | Lars van den Berg   | 7,00  |
| -    | Miles Scotson       | 0,00  |
| -    | Matthieu Ladagnous  | 0,00  |